# Regulus bulgaricus
Regulus bulgaricus Boev, 1999 è un uccello passeriforme estinto della famiglia dei Regulidi.

## Etimologia
Il nome scientifico della specie, bulgaricus, è un riferimento all'areale di distribuzione.

## Descrizione
L'unico reperto ascrivibile alla specie finora rinvenuto è un'ulna sinistra completa, lunga 13,3 mm: le piccole dimensioni, ma soprattutto la conformazione della superficie articolare, portarono gli scopritori a identificare il resto come appartenente a un regulide.
Il reperto si differenzia sia dall'analoga parte anatomica del regolo (rispetto al quale presenta olecrano più grande e innesti delle penne di dimensioni minori) che del fiorrancino (rispetto al quale presenta olecrano, innesti dei muscoli peronei e parte prossimale della diafisi di dimensioni minori), del quale viene ritenuto un antenato.

## Distribuzione e habitat
L'unico resto fossile ascrivibile alla specie venne rinvenuto il 20 settembre 1991 in un inghiottitoio nei pressi di Varshets, in Bulgaria ed è risalente al Villafranchiano, a cavallo fra Pliocene e Pleistocene: durante quel periodo l'Olartico era coperto da estese foreste di conifere di origine postglaciale, delle quali questo uccellino doveva essere un abitatore, comportandosi molto verosimilmente in maniera analoga alle sue controparti attuali.